# Sines
Sines er en by i Portugal, grundlagt i 1362 og beliggende på vestkysten i Alentejo-regionen. Byen er administrativt sæde for kommunen på 203.30 km² og har 14.238(2011) indbyggere, der er opdelt i to sogne. Mod nord og øst ligger kommunen Santiago do Cacém, mod syd og vest ligger Odemira og kysten til Atlanterhavet.
Byen er fødested for den berømte opdagelsesrejsende Vasco da Gama.
Byen har en væsentlig petrokemisk industri, og en af landets ældste vindmølleparker.